# Die Braut mit den schönsten Augen
Die Braut mit den schönsten Augen (Originaltitel: Nevěsta s nejkrásnějšíma očima) ist ein tschechoslowakisch-bulgarischer Märchenfilm von Jan Schmidt aus dem Jahr 1976. Er basiert auf einer Geschichte von Marie Voříšková.

## Handlung
Der Junggeselle Pista ist auf der Rückreise in sein Dorf. Unterwegs nimmt er einen alten Mann mit, der ihm von einem wunderschönen Mädchen namens Orina erzählt. Niemand kennt ihren Aufenthaltsort, aber ein Mann, der unbeirrt nach ihr sucht, kann sie finden. Nachdem Pista seinem Gefährten zum Abschied eine Melone überreicht hat, ist dieser plötzlich verschwunden.
Zurück in der Heimat fordert der Ortsvorsteher Pista auf, endlich zu heiraten. Die Jungfrauen des Dorfes werben daraufhin um ihn, was sogar in einer Schlägerei mündet. Pista interessiert sich jedoch für keine von ihnen, sondern reitet davon, um sich eine Braut zu suchen. Alle Frauen, die er trifft, passen aber nicht zur Beschreibung des Alten. Diesen trifft Pista während seiner Reise auch mehrmals und erhält dabei von ihm den Hinweis, dass das Gute „so nahe“ liegt. Er möchte daraufhin wieder in sein Dorf reiten, stößt unterwegs aber auf das Haus des Alten, in dem er mit seiner Frau lebt. Pista bleibt einige Zeit bei ihnen und versucht sich nützlich zu machen. Der alte Mann ist jedoch mit den Bemühungen seines Gastes unzufrieden und trägt dem Jungen verschiedene Arbeiten auf, um ihn Fleiß und Geduld zu lehren. Tatsächlich verbessert er seine Fähigkeiten zusehends.
Eines Tages erblickt Pista im Haus eine junge Frau, in der er die gesuchte Orina erkennt. Sie verschwindet jedoch vor seinen Augen. Die Alten leugnen zunächst, etwas von ihr zu wissen, womit sie Pista aber nur ein weiteres Mal auf die Probe stellen. Dieser erkennt letztlich, dass auf der Gesuchten ein Fluch liegt und sie nur eine Stunde am Tag ihre menschliche Gestalt annimmt. Sonst lebt sie im Körper einer schwarzen Henne. Er verspricht Orina zur Frau zu nehmen. Die Alten erlauben ihm, mit ihr zu ziehen, im Gegenzug muss er ihnen aber sein Pferd überlassen. Zu Fuß und mit der Henne auf dem Arm macht er sich auf den Heimweg. Unterwegs werden sie von einer Räuberbande überfallen. Orina verwandelt sich aus eigener Kraft zurück in einen Menschen und hilft ihrem Verlobten. Dies war ihr allerdings nur einmal möglich und als Konsequenz muss sie nun so lange im Hühnerkörper verharren, bis er sie heiratet und somit erlöst. Über den Zauber darf er bis dahin mit niemandem sprechen.
Nach der Rückkehr in sein Dorf kündigt Pista an, die mitgebrachte Henne heiraten zu wollen, wofür er von den Nachbarn verspottet wird. Dennoch findet ein opulentes Hochzeitsfest statt. Als der Ortsvorsteher die Henne auffordert zu sagen, dass sie ihren Bräutigam ehelichen möchte, nimmt Orina zur Überraschung der Gäste endgültig wieder ihre menschliche Gestalt an. Am Ende reitet das Brautpaar zum Klang fröhlicher Musik aus dem Dorf. Dabei begegnen sie dem Alten, der einem jungen Wanderer von einer schönen Frau erzählt, die nur von einem Mann gefunden werden kann, der unermüdlich nach ihr sucht.

## Veröffentlichungen
Die Braut mit den schönsten Augen lief am 1. Juli 1976 in der Tschechoslowakei an. Im Koproduktionsland Bulgarien wurde er unter dem Titel Годеницата с най-красивите очи (Godenizata s nai-krasiwite otschi) veröffentlicht. Der Film fand auch in Ungarn, der Sowjetunion, Deutschland und Argentinien Verbreitung.
SchröderMedia publizierte die deutschsprachige Fassung auf DVD.

## Kritik
„Hübscher, unterhaltsamer Märchenfilm“, befand das Lexikon des internationalen Films.